# Gudmundörarna
Gudmundörarna (fi. Gummundoora) (Gudmundörarna) är en ö i Finland. Den ligger i Bottenhavet och i kommunen Björneborg i den ekonomiska regionen  Björneborgs ekonomiska region i landskapet Satakunta, i den sydvästra delen av landet. Ön ligger omkring 30 kilometer nordväst om Björneborg och omkring 250 kilometer nordväst om Helsingfors.
Öns area är 28,9 hektar och dess största längd är 1 kilometer i öst-västlig riktning.